# 吉祥庵
吉祥庵（きちしょうあん）は、中華人民共和国江蘇省南京市棲霞区燕子磯街道吉祥庵社区にかつて存在した寺院。

## 概要
吉祥庵の創始は、明の時代である。

## 周辺

### 交通
- 地下鉄の駅：■南京地下鉄1号線吉祥庵駅
- バス：